# 오토리 에미
오오토리 에미(일본어: 鳳恵弥、1981년 1월 4일 ~ )는 일본의 모델, 배우이다.

## 수상 내역
- 2002년 연합 미스 인터내셔널 수상[1]